# Mastercard

Mastercard Worldwide (NYSE: MA) — міжнародна платіжна система, що об'єднує 22 тисячі фінансових установ у 198 країнах світу. Штаб-квартира компанії розташована в Нью-Йорку, США.

## Загальні відомості
Близько 26 % платіжних карток світу припадає на долю MasterCard, 57 % володіє світовий лідер VISA, третя система, American Express, — трохи більше ніж 13 %.
Заснована в 1966 р. в результаті угоди між кількома американськими банками щодо утворення асоціації під назвою Interbank Card Association. 1968 року була укладена перша міжнародна угода з мексиканським банком Banko Nacional. В цьому ж році була укладена угода і з європейською системою Eurocard, що поклала початок стратегічному партнерству між асоціаціями MasterCard International і Europay International. Сучасна назва системи була прийнята в 1979 р. Учасники платіжної системи MasterCard International пропонують широкий вибір карткових фінансових продуктів для фізичних та юридичних осіб.
Управління асоціацією MasterCard International відбувається її учасниками. З метою координації та управління глобальним бізнесом, забезпечення просування на ринках брендів платіжної системи, розробки і провадження нових технологій та стандартів була заснована неприбуткова (некомерційна) неакціонерна корпорація MasterCard International Incorporated.
Бізнес-інтереси платіжної системи MasterCard International поділяються на 5 регіонів:
- Азіатсько-Тихоокеанський регіон;
- Північноамериканський регіон;
- Європейський, Близькосхідний і Африканський регіони;
- Латиноамериканський регіон;
- Регіон Карибського басейну.

MasterCard International Corporation володіє 51 % активів компанії Cirrus Systems Incorporated, 51 % акцій компанії Mondex International, а також 50 % активів Maestro International (спільного підприємства з Europay International S.A.).
Корпорація MasterCard International Incorporated і учасники платіжної системи MasterCard International беруть активну участь у розробці і впровадженні технологій і стандартів мікропроцесорних карток, а також у просуванні карток як інструменту безпечних платежів на ринку електронної комерції. З цією метою платіжна система бере участь у роботі кількох міжнародних консорціумів та форумів, які працюють над впровадженням стандартів багатофункціональних мікропроцесорних карток. У наш час[коли?] учасники платіжної системи розпочали реалізацію програм переводу карткових портфелів на чипові технології.
MasterCard є основним конкурентом платіжної системи VISA.

## Пропрієтарні торгові марки
MasterCardОсновна торгова марка MasterCard International є базовою у візуальній комунікації з учасниками платіжної системи, клієнтами і підприємствами торгівлі та сервісу в усьому світі.
MasterCard ElectronicКартковий продукт, що призначений для використання в високоризиковому середовищі (до цієї категорії можна віднести не тільки не повністю надійних клієнтів на погляд емітента, так і неблагонадійні з точки зору шахрайства торгові точки, країни чи регіони — з точки зору утримувача картки).
MaestroСімейство дебетних карток для торгових точок, обладнаних електронними терміналами, і банкоматів. З метою підвищення захищеності торгових операцій MasterCard наполегливо рекомендує проводити операції за картками цього сімейства суто з обов'язковою перевіркою PIN-коду, при цьому тимчасово існує можливість оформлення чеків електронних терміналів, скріплених лише підписом утримувача.
MondexЦей продукт надає можливість для розрахунків електронними грошима, для чого передбачена можливість «завантаження» готівки в «електронний гаманець», що функціонує на базі вбудованого в картку чипу.
CirrusТоргова марка, що належить MasterCard International, об'єднання мережі банкоматів.
MoneySendCollectСервіс грошових переказів, створений спільно з iPay.ua.

## PayPass
MasterCard PayPass — це сумісна з EMV безконтактна можливість проведення платежу, заснована на стандарті ISO/IEC 14443, що надає власникам карток MasterCard PayPass і Maestro PayPass спосіб здійснення оплати шляхом близького піднесення платіжної картки або іншого платіжного інструмента, такого як телефон, брелок для ключів або годинник, до зчитувального платіжному терміналу замість проведення нею для зчитування або вставляння її в термінал.

## Типи платіжних карток, що випускаються
Cirrus MaestroНайдешевша з-поміж популярних карток сімейства. По картці заборонені транзакції без авторизації, з недавніх пір існує можливість оплачувати карткою покупки в Інтернеті за допомогою SecureCode. Випускаються також неперсоніфіковані картки Maestro (Maestro Prepaid). По причині недостатньої захищеності картки (необов'язкова наявність голограми, УФ-захисних елементів, фірмової смуги для підпису) поступово відбувається міграція на захищеніший продукт MasterCard Electronic.
MasterCard Electronic
MasterCard UnembossedАналог картки Mass (Standard), дані на яку нанесені (номер, володар, дата), але не ембосовані. Картку неможливо використовувати в імпринтері. MC Electronic передбачає обов'язкову авторизацію з боку емітента, в той же час до MC Unembossed може застосовуватися Floor Limit (можливість оформлення покупки без обов'язкової авторизації картки; як правило, для невеликих сум порядку 20—50 доларів США), STIP (авторизація з боку еквайра на основі непрямих ознак платіжності — застосовується у випадку, коли процесинг емітента тимчасово недоступний).
Mastercard Mass (Standard)Позиціонується платіжною системою як базова пластикова картка платіжної системи Europay/Mastercard зі «стандартними» можливостями; характеристики решти продуктів порівнюються відносно Standard. Картка ембосована (бувають винятки), що дозволяє проводити операції за допомогою імпринтера, має магнітну смугу та/або чип для проведення операції в підприємствах торгівлі та сервісу, що обладнані електронними терміналами, також можлива оплата карткою по телефону й через мережу Internet.
Mastercard GoldПропонує додаткові сервіси й можливості більш вимогливим клієнтам. Як правило, це додаткова страховка, можливість експрес-заміни картки або термінової видачі готівки при втраті або викраденні картки в подорожі. В Україні просувається програма MasterCard:Selective, адресована утримувачам карток рівня Gold і вище. Програма передбачає значні знижки у партнерів програми, пільгове (а у деяких випадках — і безкоштовне) відвідування культурних заходів.
MasterCard WorldКартки вищого рівня, ніж Gold. Основна їх перевага полягає в тому, що утримувач картки World є автоматично застрахованим (страховка включена в щорічну плату за обслуговування), отримує додаткові переваги у вигляді великих знижок у компаніях-партнерах банка-емітента. Всі переваги карток преміального рівня є доступними й утримувачам World.
Mastercard PlatinumНадає утримувачам ще більші можливості в порівнянні з World. Як правило, це вищий рівень кредитного ліміту, обслуговування персональним менеджером банку та послуги всесвітнього консьєрж-сервісу, що здатен вирішити більшість задач, пов'язаних із покупками, сферою подорожей та розваг.
MasterCard World Signia (World Elite)Найпрестижніша картка MasterCard. Найчастіше оформлюється для клієнтів private banking. Охоплює всі переваги картки Platinum, цілодобову підтримку персонального менеджера банку та багато інших індивідуальних пропозицій.
MasterCard VirtualСпеціальна картка, що дозволяє утримувачу здійснювати покупки в Інтернеті. MasterCard Virtual не призначена для оплати покупок у звичайних магазинах, зняття готівки в банкоматах, а також оплати через Інтернет послуг із бронювання квитків, готелів, автомобілів тощо. Це дещо звужує сферу застосування віртуальної картки, при цьому значно знижує ризик використання такої картки з метою шахрайства. Оскільки обов'язкової умови випуску віртуальних карток у матеріальному вигляді немає — деякі банки реалізують «випуск» таких карток просто наданням клієнту реквізитів картки: її номера, строку дії та коду CVC2 (шляхом повідомлення необхідних відомостей через систему інтернет-банкінгу або друку реквізитів у відділенні банку).
MasterCard CorporateСімейство корпоративних карток MasterCard призначається для компаній, що надають співробітникам можливість проводити розрахунки від імені фірми. Це можуть бути як закупки товарів, так і оплата відряджень, покриття коштом бюджету компанії витрат на експлуатацію службового автотранспорту. Сімейство є досить великим (віднесемо сюди також і продукти для суспільних та державних організацій) і охоплює такі продукти як MasterCard BusinessCard Card, MasterCard Executive BusinessCard Card, MasterCard Small Business MultiCard, Debit MasterCard BusinessCard Card, MasterCard Corporate Card, MasterCard Corporate Executive Card, MasterCard Corporate Fleet Card, MasterCard Corporate MultiCard Card, MasterCard Public Sector Travel Card, MasterCard Public Sector Purchasing Card, MasterCard Public Sector Fleet Card, MasterCard Public Sector MultiCard Card, MasterCard Government Travel Card, MasterCard Government Purchasing Card, MasterCard Government Fleet Card, MasterCard Government Integrated Card.
MasterCard Workplace SolutionsДане сімейство продуктів покликане забезпечити співробітників корпоративних клієнтів банку коштами, що призначені для оплати «соцпакету», для чого випускаються картки MasterCard Payroll Card, MasterCard Incentive Card, MasterCard Flex Benefit Card, MasterCard Relocation Card, MasterCard Travel per Diem Card, MasterCard Meeting Card, MasterCard Project Card, MasterCard Supply Chain Incentive Card.
OneSMARTПрограма, що об'єднує передові можливості смарткарт-технології. Програма передбачає (в перспективі) введення на одному чипові картки всього спектру електронних додатків: функції кредитної та дебетної карток, електронного гаманця, цифрового посвідчення особи, дисконтні програми, програми лояльності, електронні квитки і персональні сховища даних.